# Padiglione ucraino della VDNCh
Il padiglione n. 58 "Agricoltura" (in russo Павильон №58 «Земледелие»?, Pavil'on № 58 "Zemledelie") è un padiglione dell'Esposizione delle conquiste dell'economia nazionale (VDNCh), a Mosca. Fino al 1964, il padiglione era dedicato alla Repubblica Socialista Sovietica Ucraina, e attualmente è sede del Centro della scrittura slava "Slovo" (in russo Центр славянской письменности «Слово»?, Centr slavjanskoj pis'mennosti «Slovo»), una mostra dedicata alla storia e all'evoluzione della lingua russa e dell'alfabeto cirillico.

## Storia

### Anni trenta e quaranta
Il primo padiglione della RSS Ucraina è stato costruito nel 1937 secondo il progetto degli architetti Aleksej Tacij e Nikolaj Ivančenko, vincitori di un concorso indetto in ogni repubblica dell'Unione Sovietica per la realizzazione di un padiglione repubblicano per l'Esposizione agricola di tutta l'Unione (VSChV). Le caratteristiche che ogni edificio doveva rispettare erano la superficie di almeno 250 m2 , la possibilità di durare più di 100 giorni e la presenza di decorazioni fantasiose che riflettessero le tradizioni e lo spirito locali.
Il padiglione, che doveva ricordare una tipica abitazione rurale ucraina, fu oggetto di numerose modifiche. In seguito all'arresto e all'epurazione dei vertici della VSChV, i progetti precedenti dei padiglioni furono oggetto di critiche severe: per quanto riguarda il padiglione della RSS Ucraina, il presidente della commissione artistico-architettonica della VSChV S. Z. Ginz-Burgfu lo definì in un rapporto inviato a Vjačeslav Molotov come "un utilizzo falsato del folklore pseudo-rurale". Alla fine di marzo del 1939, durante l'XVIII Congresso del Partito Comunista di tutta l'Unione (bolscevico), anche il primo segretario del Partito Comunista dell'Ucraina Nikita Chruščëv espresse la sua forte insoddisfazione riguardo al risultato finale. Il padiglione fu successivamente modificato dall'ingegnere capo della VSChV S. A. Alekseev.
La nuova facciata fu divisa orizzontalmente in due parti in orizzontale: la parte inferiore era liscia e divisa da coppie di lesene bugnate, tra le quali vi erano nicchie rettangolari con finestre. L'ingresso principale al padiglione era incorniciato da un avancorpo rettangolare, su cui poggiava un arco, ornato da bassorilievi in stucco di covoni di grano, frutta e verdura. Le mensole avevano l'aspetto di volute dorate e sostenevano un marcapiano sul quale poggiava il "parapetto" della parte superiore della facciata. La sua superficie presentava rilievi dorati, con spighe di grano intervallate dagli attributi statali sovietici (stella rossa e falce e martello). Sopra l'arco, al centro della facciata principale e racchiuso tra covoni di grano, vi era l'altorilievo con mosaico smaltato dell'emblema della Repubblica Socialista Sovietica Ucraina. Tra le scanalature della facciata vi erano citazioni tratte dalla Costituzione della RSS Ucraina. Le pareti esterne dell'edificio furono prefabbricate in gesso e trasportate in loco.
L'arco racchiudeva inoltre una parete in vetro satinato con motivi floreali e al centro un bassorilievo con i profili di Lenin e Stalin. Ai lati dell'arco d'ingresso erano presenti i gruppi scultori dedicati ai stacanovisti dell'industria e dell'agricoltura, realizzati in cemento e ricoperte di vernice bronzea.
L'esposizione all'interno del padiglione era suddivisa in tre sale. La sala centrale, più ampia di quella concepita nel progetto del 1937, aveva lungo il suo perimetro un prominente zoccolo di marmo marrone; dei cornicioni sporgenti sostenevano archi dipinti con covoni e stelle; inoltre su sei piloni vi era inciso il testo della Costituzione della RSS Ucraina in lettere dorate e davanti ad essi vi erano grandi fasci di grano in vasi di acrilato colorato. Gli archi dividevano lo spazio dell'atrio in tre parti, ognuna delle quali era illuminata da una lampada. Le pareti erano decorate con archi con rilievi in stucco e nicchie rettangolari, all'interno delle quali vi erano composizioni pittoresche e scultoree dedicate alle vittorie del popolo ucraino durante la guerra civile, nell'industria, nell'agricoltura e nella cultura.
C'erano due sale identiche nel design degli interni della sala quadrata. Erano collegati all'atrio di apertura da ampie aperture rettangolari. Il soffitto di entrambe queste sale era diviso in nove grandi parti da travi poggianti su colonne di legno. Gli archi a П del soffitto erano dipinte con ornamenti floreali. Dall'ingresso, la sala di sinistra mostrava i risultati dell'agricoltura ucraina, con al centro la statua di un contadino collettivo con un covone in mano e affreschi sulla meccanizzazione agricola, mentre quella di destra era dedicata ai risultati nel campo dell'allevamento del bestiame, con al centro la statua di una lattaia.

### Dopoguerra
Nel 1947, durante i lavori di ricostruzione postbellica della VSChV, fu deciso di sostituire i padiglioni in legno con nuovi edifici più resistenti: di conseguenza, il padiglione ucraino fu smantellato nel 1948.
Il padiglione fu costruito nel 1950-1954 secondo un nuovo progetto di Aleksej Tacij (vincitore di un nuovo concorso indetto nel 1949), Valentina Čuprinoj e Grigorij Šlakanev. Il progetto del padiglione è stato supervisionato personalmente dal segretario del PCUS Nikita Chruščëv e dal ministero dell'agricoltura della RSS Ucraina.
Il padiglione inizialmente ospitava un'esposizione dedicata alla RSS Ucraina nei suoi vari aspetti: economia, scienza, cultura, risultati nel settore agricolo, zootecnia, produzione agricola, meccanizzazione ed elettrificazione, nonché industria mineraria, estrattiva, metallurgica, chimica e meccanica. Nel 1964, il padiglione fu dedicato alla sola "Agricoltura" e la mostra al suo interno raccontava ai visitatori la storia, lo sviluppo e le nuove conquiste dell'economia nazionale sovietica nel settore agricolo.
Nel 1977, in occasione del 60º anniversario della rivoluzione d'ottobre, il padiglione ritornò temporaneamente ad essere dedicato alla RSS Ucraina nell'ambito dell'esposizione "In un paese unito" (in russo В стране единой?, V strane edinoj).

### Periodo post-sovietico
Negli anni novanta, il padiglione ucraino è stato chiuso e nel 1997 divenne una filiale del padiglione "Kultura" dell'ex RSS Uzbeka.
Durante la ricostruzione della VDNCh avviata nel 2014, a differenza di molti altri padiglioni repubblicani, il 58° non è stato riassegnato all'Ucraina, e quindi Mosca ha dovuto finanziare autonomamente il suo mantenimento. Nel 2017 è stato avviato il restauro del padiglione, per il quale è stato deciso di allocare 360 milioni di rubli dal bilancio cittadino. L'edificio è stato riaperto nel 2019 come sede del Centro "Slovo".

## Descrizione
Il padiglione è il più grande tra quelli repubblicani: il suo volume è di 24.000 m³, l'area totale delle sale è di 1.600 m², l'altezza del volume principale dell'edificio è di 15,5 m, con una cupola di 26 m e una guglia di 42 m. Il padiglione è di pianta rettangolare. La sua facciata è rivestita con blocchi di ceramica, la base è di granito lucido grigio. La facciata e il suo cornicione sono decorati con stucchi in ceramica con l'immagine di covoni d'oro, che simboleggiano la ricchezza agricola della repubblica. L'arco d'ingresso è incorniciato da una corona di maioliche con motivi floreali ed è decorato con una vetrata raffigurante il trattato di Perejaslav, il cui 300º anniversario è stato celebrato nell'anno in cui è stato costruito il padiglione (artisti: J. V. Bonja, V. V. Davydova, Stepan Kiričenko, Sergej Otroščenko); la composizione della vetrata si basa sul dipinto del 1951 di Michail Chmelko "Per sempre con Mosca, per sempre con il popolo russo" (in russo Навеки с Москвой, навеки с русским народом?, Naveki s Moskvoj, naveki s russkim narodom). Al centro, la facciata è completata da un bassorilievo raffigurante l'emblema della Repubblica Socialista Sovietica Ucraina. Sopra il padiglione è presente una torretta, decorata con ornamenti floreali e incoronata da una guglia con una stella a cinque punte. Sui quattro angoli del cornicione sono presenti sculture di ragazze che tengono corone di alloro a braccia distese, e all'ingresso del padiglione sono presenti due gruppi scultorei: gli stacanovisti dell'industria e gli stacanovisti dell'agricoltura, realizzati da Sergej Orlov, Elius Fridman, Efim Belostockij e Zoja Rypeeva. Ai lati dell'ingresso si trovano due colonne con incisi “1654” e “1954”, dedicate al 300º anniversario del trattato di Perejaslav. La sala introduttiva del padiglione è rivestita in marmo e decorata con il dipinto “Amicizia dei popoli dell'URSS” (artisti: Jurij Balanovskij, V. S. Boldyrev, Jurij Balanovskij, V. S. Boldyrev, Stepan Kiričenko, Sergej Otroščenko, A. M. Černov, L. I. Čičkan).

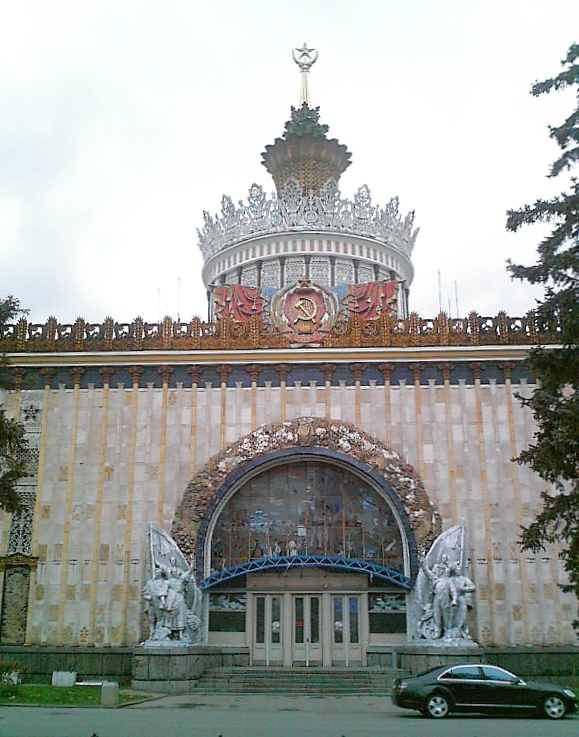
La parte centrale della facciata del padiglione.
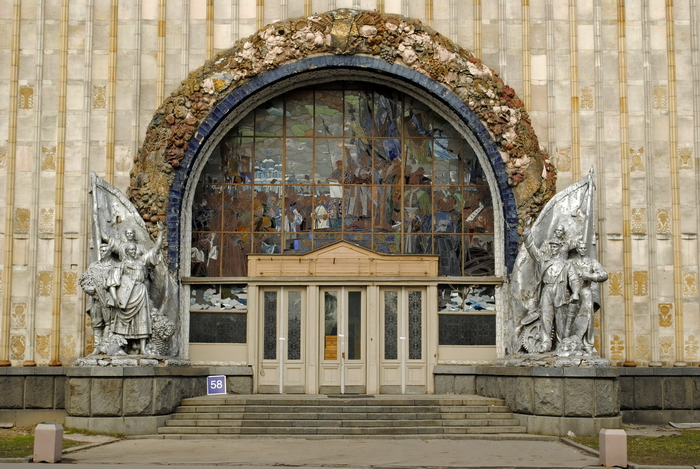
Ingresso al padiglione.
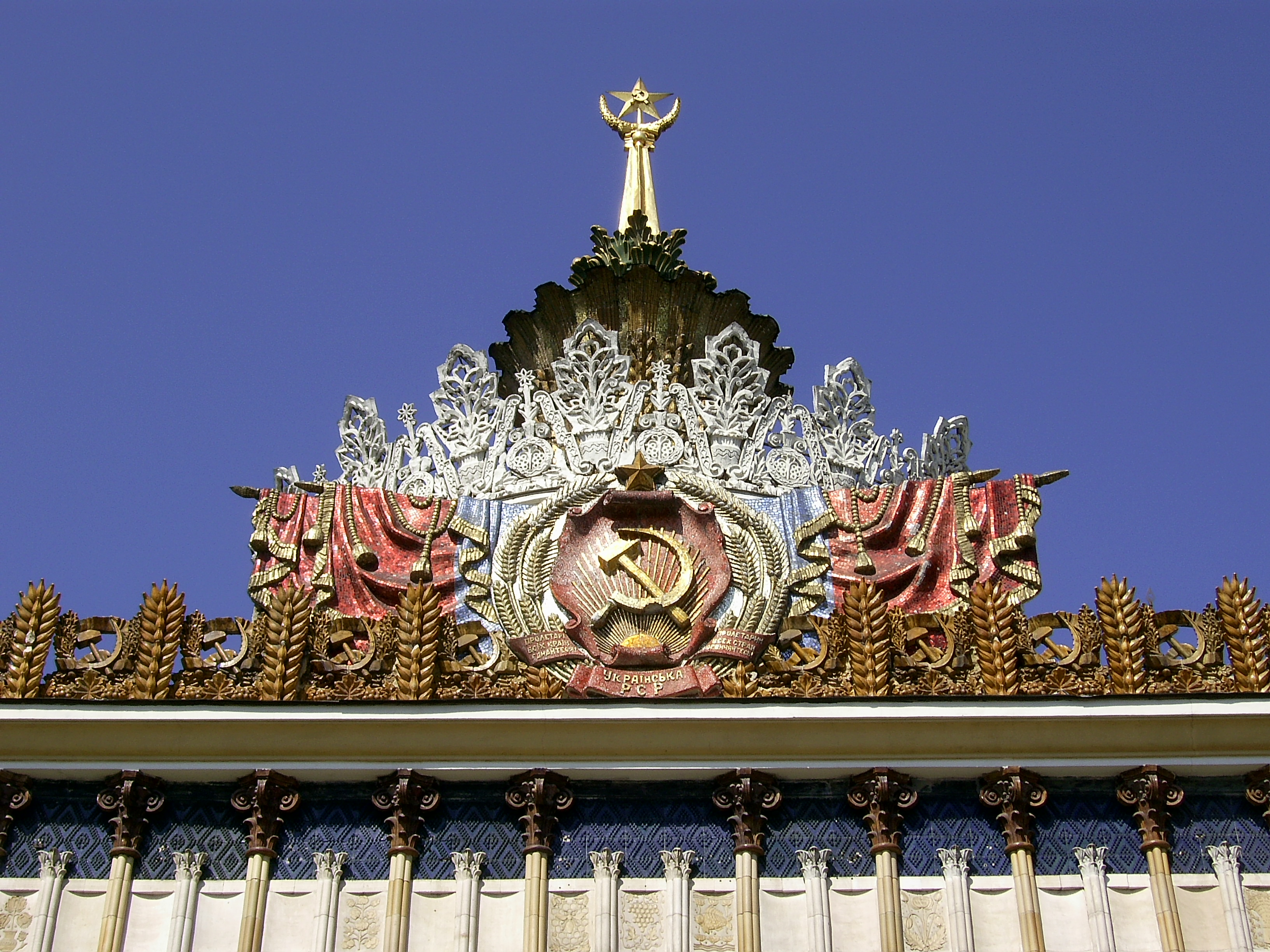
Stemma della RSS Ucraina.
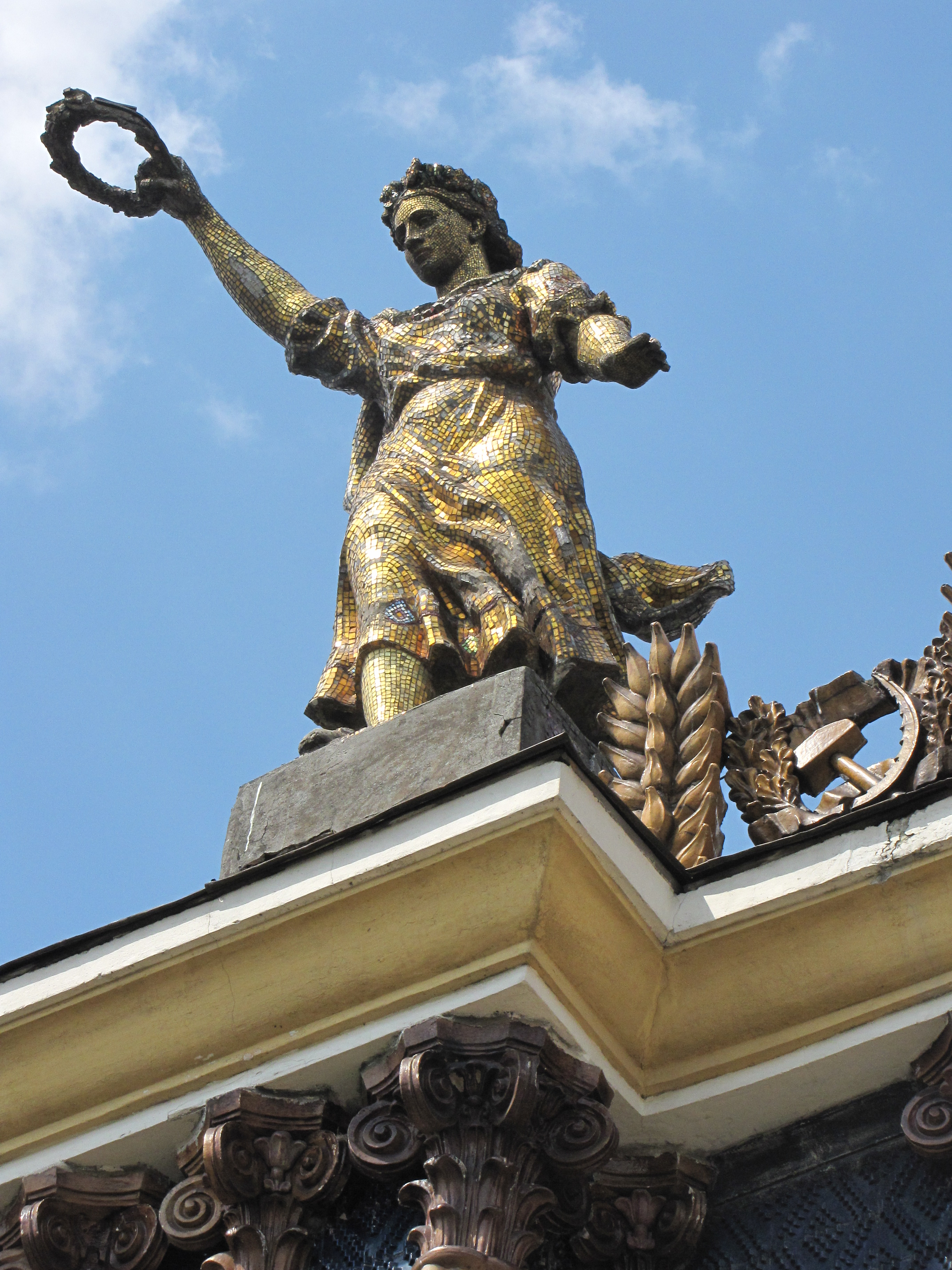
Una delle sculture del cornicione.
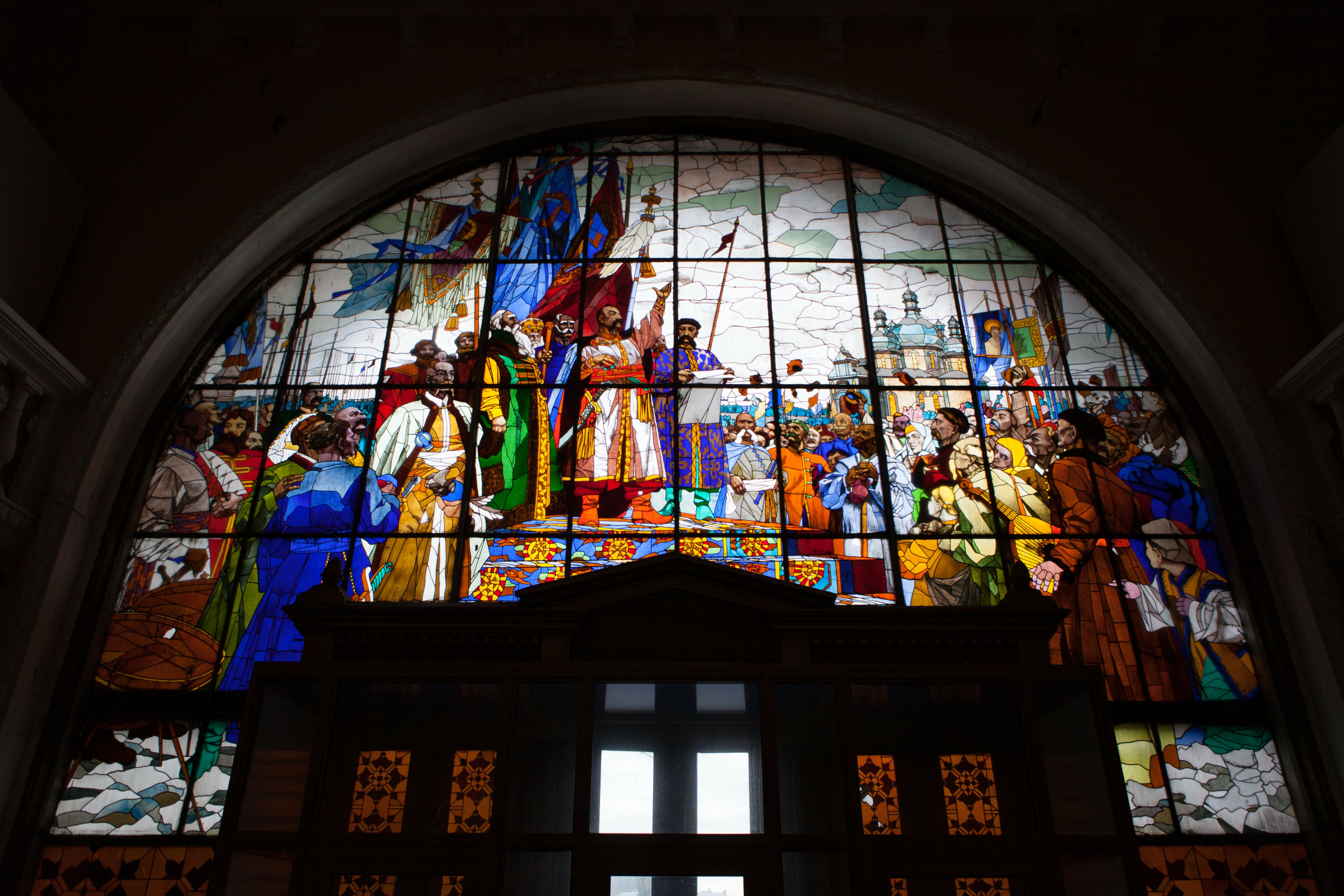
La vetrata vista dall'interno.